# Văn Thành Nho
Văn Thành Nho (tên khai sinh là Vũ Thành Nho) sinh năm 1949 tại Nam Định, là nhạc sĩ Việt Nam, được tặng Giải thưởng Nhà nước về Văn học Nghệ thuật năm 2017. Đất nước lời ru là bài hát nổi tiếng nhất của ông.

## Tiểu sử
Văn Thành Nho sinh ngày 2 tháng 8 năm 1949, quê ở Vụ Bản, Nam Định. Năm 1967, ông trúng tuyển Trường đại học Mỏ - Địa chất và Nhạc viện Hà Nội, nhưng ông đã tình nguyện lên đường nhập ngũ. Thời gian trong quân ngũ, ông vừa luyện tập quân sự, vừa tham gia hội diễn văn nghệ toàn quân.
Sau khi đất nước hòa bình, ông được cử đi học Đại học Văn hóa cùng thời với lớp nhà văn tên tuổi như Hữu Thỉnh, Chu Lai, Nguyễn Trọng Tạo... đồng thời tốt nghiệp loại giỏi Khoa Sáng tác âm nhạc Nhạc viện Hà Nội.
Xuất ngũ vào năm 1992, ông chuyển về làm phóng viên cho báo Văn hóa thường trú tại Thành phố Hồ Chí Minh và là hội viên Hội Nhà báo Việt Nam. Trước khi nghỉ hưu ông là Trưởng khoa Âm nhạc Trường cao đẳng Văn hóa Nghệ thuật TP Hồ Chí Minh.

## Sự nghiệp
Trong sự nghiệp sáng tác, Văn Thành Nho đã cho ra đời hơn 300 ca khúc, chủ yếu về đề tài người lính và tình yêu quê hương, đất nước. Nhiều tác phẩm mang đậm âm hưởng dân gian, kết hợp với tính hiện đại, để lại dấu ấn sâu sắc trong lòng công chúng yêu nhạc. Một số trong những tác phẩm đó: Đất nước lời ru, Bài thơ biển, Bình minh sông Đà, Tình người Hà Nội, Tản mạn phố, Bằng lăng tím, Hồn xuân non nước, Cây cơm nguội vàng, Chuyện tình trên sông Vàm Cỏ, Lời tỏ tình nghiêng, Người đi tìm hình của nước, Mãi xanh tươi tình hữu nghị Việt Lào, Mặt trời thiên niên kỷ, Tình khúc Thị Mầu, Ê mơ nga anh yêu em, Nước non vọng khúc nguyệt cầm, Sóng Bạch Đằng vỗ mãi tới biển Đông, Xa xanh miền đất lạ... 
Bài hát nổi tiếng nhất của ông là "Đất nước lời ru", ca khúc này được xem là bước đột phá đầu tiên trong giới sáng tác với việc dùng âm điệu ca trù đưa vào ca khúc mới. Lúc ấy đã có rất nhiều ý kiến trái chiều trong giới chuyên môn, thậm chí còn bị từ chối phát hành quảng bá. Nhưng rồi, "Đất nước lời ru" đã được công chúng yêu mến, giới chuyên môn đánh giá cao vì sự sáng tạo kết hợp giữa yếu tố dân gian với tính hiện đại rất mới mẻ, độc đáo. Nhận xét về Văn Thành Nho và ca khúc Đất nước lời ru của một số nhạc sĩ:
| “                  | Tôi biết nhạc sĩ Văn Thành Nho từ những năm tháng chiến tranh chống Mỹ không chỉ ở tài năng mà còn đức độ và sự khiêm tốn nữa. Anh ấy có khá nhiều ca khúc hay, ngoài ra còn viết nhạc phim, sân khấu. Những sáng tác của anh phần lớn về chủ đề Tổ quốc, người lính và tình yêu quê hương. Đặc biệt, những bài ca mang âm hưởng dân gian, điển hình như Đất nước lời ru tôi đặc biệt yêu thích. Đây là bài hát theo thể hát ru, lồng vào nội dung tình yêu quê hương đất nước. Với tôi, Đất nước lời ru là ca khúc hát ru hay nhất mà tôi rất yêu mến. | ” |
| — Nhạc sĩ Hữu Xuân | |   |

| “                          | Đầu thập niên 1980, tôi tình cờ nghe Đất nước lời ru của Văn Thành Nho trên VTV, nhạc sĩ đã vận dụng chất liệu ca trù thật nhuần nhị. Không biết âm hưởng đó đã thấm vào hồn bạn ấy từ thuở nào - chờ có dịp là tràn ra lung linh, thắm thiết. Chỉ từng ấy câu nhạc, nhưng mỗi câu hầu như được lặp lại mà nghe vẫn mới, vẫn thấm vào hồn người cho đến tận bây giờ. Nhuần nhị và thấm hồn người, đó cũng chính là cái tài của người viết mà không phải ai cũng làm được như Văn Thành Nho. | ” |
| — Nhạc sĩ Trương Tuyết Mai | |   |

Ngoài ca khúc, ông còn viết khí nhạc, nhạc phim, nhạc sân khấu: nhạc kịch hát Nàng công chúa lên rừng, nhạc phim Cây xương rồng trên cát, Mảnh đất tình người, Dòng sông thời gian...; nhạc giao hưởng: Nhịp trống và cánh chim, Tứ tấu đàn dây số 1... và nhiều bài báo, tiểu luận đăng tải trên các báo chí Trung ương và địa phương...
Văn Thành Nho 
Ông cũng đã xuất bản một album ca khúc chọn lọc và một tập nhạc.
Ông còn nhận nhiều giải thưởng của Bộ Văn hóa Thể thao và Du lịch, giải thưởng Bộ Quốc phòng, giải thưởng của Hội Nhạc sĩ Việt Nam (1997-1998; 2000-2001), của các tổ chức ngành, Trung ương và địa phương trao tặng.
Ông được Nhà nước tặng Huân chương Chiến sĩ vẻ vang hạng Nhất, Nhì, Ba.
Năm 2017, ông được tặng Giải thưởng Nhà nước về Văn học Nghệ thuật với chùm ca khúc: Đất nước lời ru, Nước non vọng khúc nguyệt cầm, Điệu xòe múa hoa ban, Chuồn chuồn thi sĩ, Ê-mơ-nga, anh yêu em.

## Tác phẩm chính

### Ca khúc
- Đất nước lời ru,
- Bài thơ biển,
- Bình minh sông Đà,
- Tình người Hà Nội,
- Tản mạn phố,
- Bằng lăng tím,
- Hồn xuân non nước,
- Cây cơm nguội vàng,
- Chuyện tình trên sông Vàm Cỏ,
- Lời tỏ tình nghiêng,
- Người đi tìm hình của nước,
- Mãi xanh tươi tình hữu nghị Việt Lào,
- Mặt trời thiên niên kỷ,
- Tình khúc Thị Mầu,
- Ê mơ nga anh yêu em,
- Nước non vọng khúc nguyệt cầm,
- Sóng Bạch Đằng vỗ mãi tới biển Đông,
- Xa xanh miền đất lạ

### Nhạc phim, nhạc sân khấu
- Nàng công chúa lên rừng,
- Cây xương rồng trên cát,
- Mảnh đất tình người,
- Dòng sông thời gian

### Giao hưởng
- Nhịp trống và cánh chim,
- Tứ tấu đàn dây số 1

## Giải thưởng
- Giải thưởng của Bộ Văn hóa Thể thao và Du lịch
- Giải thưởng của Bộ Quốc phòng
- Giải thưởng của Hội Nhạc sĩ Việt Nam (1997-1998; 2000-2001)
- Giải A Giải thưởng Âm nhạc Việt Nam năm 2023 cho ca khúc thiếu nhi Cánh én nhỏ bay tới đảo xa.[5]

## Khen thưởng
- Huân chương Chiến sĩ vẻ vang hạng Nhất, Nhì, Ba

## Vinh danh
- Giải thưởng Nhà nước về Văn học Nghệ thuật (2017)